# Brian Harley
Brian Harley (Saffron Walden, 27 ottobre 1883 – Bognor Regis, 18 maggio 1955) è stato un compositore di scacchi britannico.
Compose circa 450 problemi, la maggior parte in due e tre mosse. Molti di essi sono basati sul tema dei matti cambiati e dei matti aggiunti.
Fu redattore di molte rubriche problemistiche, tra cui del The Observer (dal 1919 al 1955), del Morning Post (1931–1937), dell'Empire Review (1923–1926) e del Time and Tide (1951–1955).
Introdusse il termine "Mutate", ancora oggi usato in inglese per indicare i problemi di blocco con il tema dei matti cambiati. Fu presidente della British Chess Problem Society dal 1947 al 1949.
In suo onore la rivista inglese The Problemist assegna ogni anno il "Brian Harley Award" per il miglior problema in due mosse. Noto come un grande divulgatore, scrisse diversi libri sugli scacchi in generale e sui problemi, tra cui:
- Chess for the fun of it (Londra, 1935 e 1945)
- Chess and its Stars (Leeds, 1936)
- Mate in Two Moves (Londra, 1931 e 1944)
- Mate in Three Moves (Londra, 1943)
- The Modern Two-moves Chess Problem (Londra, 1958)[1]

## Problemi d'esempio
|   | a | b | c | d | e | f | g | h |   |
| 8 | b7 cavallo del nero · b6 cavallo del nero · d5 pedone del nero · b4 re del nero · e4 pedone del nero · a1 torre del bianco · b1 cavallo del bianco · c1 alfiere del bianco · d1 donna del bianco · e1 re del bianco · f1 alfiere del bianco | b7 cavallo del nero · b6 cavallo del nero · d5 pedone del nero · b4 re del nero · e4 pedone del nero · a1 torre del bianco · b1 cavallo del bianco · c1 alfiere del bianco · d1 donna del bianco · e1 re del bianco · f1 alfiere del bianco | b7 cavallo del nero · b6 cavallo del nero · d5 pedone del nero · b4 re del nero · e4 pedone del nero · a1 torre del bianco · b1 cavallo del bianco · c1 alfiere del bianco · d1 donna del bianco · e1 re del bianco · f1 alfiere del bianco | b7 cavallo del nero · b6 cavallo del nero · d5 pedone del nero · b4 re del nero · e4 pedone del nero · a1 torre del bianco · b1 cavallo del bianco · c1 alfiere del bianco · d1 donna del bianco · e1 re del bianco · f1 alfiere del bianco | b7 cavallo del nero · b6 cavallo del nero · d5 pedone del nero · b4 re del nero · e4 pedone del nero · a1 torre del bianco · b1 cavallo del bianco · c1 alfiere del bianco · d1 donna del bianco · e1 re del bianco · f1 alfiere del bianco | b7 cavallo del nero · b6 cavallo del nero · d5 pedone del nero · b4 re del nero · e4 pedone del nero · a1 torre del bianco · b1 cavallo del bianco · c1 alfiere del bianco · d1 donna del bianco · e1 re del bianco · f1 alfiere del bianco | b7 cavallo del nero · b6 cavallo del nero · d5 pedone del nero · b4 re del nero · e4 pedone del nero · a1 torre del bianco · b1 cavallo del bianco · c1 alfiere del bianco · d1 donna del bianco · e1 re del bianco · f1 alfiere del bianco | b7 cavallo del nero · b6 cavallo del nero · d5 pedone del nero · b4 re del nero · e4 pedone del nero · a1 torre del bianco · b1 cavallo del bianco · c1 alfiere del bianco · d1 donna del bianco · e1 re del bianco · f1 alfiere del bianco | 8 |
| 7 | b7 cavallo del nero · b6 cavallo del nero · d5 pedone del nero · b4 re del nero · e4 pedone del nero · a1 torre del bianco · b1 cavallo del bianco · c1 alfiere del bianco · d1 donna del bianco · e1 re del bianco · f1 alfiere del bianco | b7 cavallo del nero · b6 cavallo del nero · d5 pedone del nero · b4 re del nero · e4 pedone del nero · a1 torre del bianco · b1 cavallo del bianco · c1 alfiere del bianco · d1 donna del bianco · e1 re del bianco · f1 alfiere del bianco | b7 cavallo del nero · b6 cavallo del nero · d5 pedone del nero · b4 re del nero · e4 pedone del nero · a1 torre del bianco · b1 cavallo del bianco · c1 alfiere del bianco · d1 donna del bianco · e1 re del bianco · f1 alfiere del bianco | b7 cavallo del nero · b6 cavallo del nero · d5 pedone del nero · b4 re del nero · e4 pedone del nero · a1 torre del bianco · b1 cavallo del bianco · c1 alfiere del bianco · d1 donna del bianco · e1 re del bianco · f1 alfiere del bianco | b7 cavallo del nero · b6 cavallo del nero · d5 pedone del nero · b4 re del nero · e4 pedone del nero · a1 torre del bianco · b1 cavallo del bianco · c1 alfiere del bianco · d1 donna del bianco · e1 re del bianco · f1 alfiere del bianco | b7 cavallo del nero · b6 cavallo del nero · d5 pedone del nero · b4 re del nero · e4 pedone del nero · a1 torre del bianco · b1 cavallo del bianco · c1 alfiere del bianco · d1 donna del bianco · e1 re del bianco · f1 alfiere del bianco | b7 cavallo del nero · b6 cavallo del nero · d5 pedone del nero · b4 re del nero · e4 pedone del nero · a1 torre del bianco · b1 cavallo del bianco · c1 alfiere del bianco · d1 donna del bianco · e1 re del bianco · f1 alfiere del bianco | b7 cavallo del nero · b6 cavallo del nero · d5 pedone del nero · b4 re del nero · e4 pedone del nero · a1 torre del bianco · b1 cavallo del bianco · c1 alfiere del bianco · d1 donna del bianco · e1 re del bianco · f1 alfiere del bianco | 7 |
| 6 | b7 cavallo del nero · b6 cavallo del nero · d5 pedone del nero · b4 re del nero · e4 pedone del nero · a1 torre del bianco · b1 cavallo del bianco · c1 alfiere del bianco · d1 donna del bianco · e1 re del bianco · f1 alfiere del bianco | b7 cavallo del nero · b6 cavallo del nero · d5 pedone del nero · b4 re del nero · e4 pedone del nero · a1 torre del bianco · b1 cavallo del bianco · c1 alfiere del bianco · d1 donna del bianco · e1 re del bianco · f1 alfiere del bianco | b7 cavallo del nero · b6 cavallo del nero · d5 pedone del nero · b4 re del nero · e4 pedone del nero · a1 torre del bianco · b1 cavallo del bianco · c1 alfiere del bianco · d1 donna del bianco · e1 re del bianco · f1 alfiere del bianco | b7 cavallo del nero · b6 cavallo del nero · d5 pedone del nero · b4 re del nero · e4 pedone del nero · a1 torre del bianco · b1 cavallo del bianco · c1 alfiere del bianco · d1 donna del bianco · e1 re del bianco · f1 alfiere del bianco | b7 cavallo del nero · b6 cavallo del nero · d5 pedone del nero · b4 re del nero · e4 pedone del nero · a1 torre del bianco · b1 cavallo del bianco · c1 alfiere del bianco · d1 donna del bianco · e1 re del bianco · f1 alfiere del bianco | b7 cavallo del nero · b6 cavallo del nero · d5 pedone del nero · b4 re del nero · e4 pedone del nero · a1 torre del bianco · b1 cavallo del bianco · c1 alfiere del bianco · d1 donna del bianco · e1 re del bianco · f1 alfiere del bianco | b7 cavallo del nero · b6 cavallo del nero · d5 pedone del nero · b4 re del nero · e4 pedone del nero · a1 torre del bianco · b1 cavallo del bianco · c1 alfiere del bianco · d1 donna del bianco · e1 re del bianco · f1 alfiere del bianco | b7 cavallo del nero · b6 cavallo del nero · d5 pedone del nero · b4 re del nero · e4 pedone del nero · a1 torre del bianco · b1 cavallo del bianco · c1 alfiere del bianco · d1 donna del bianco · e1 re del bianco · f1 alfiere del bianco | 6 |
| 5 | b7 cavallo del nero · b6 cavallo del nero · d5 pedone del nero · b4 re del nero · e4 pedone del nero · a1 torre del bianco · b1 cavallo del bianco · c1 alfiere del bianco · d1 donna del bianco · e1 re del bianco · f1 alfiere del bianco | b7 cavallo del nero · b6 cavallo del nero · d5 pedone del nero · b4 re del nero · e4 pedone del nero · a1 torre del bianco · b1 cavallo del bianco · c1 alfiere del bianco · d1 donna del bianco · e1 re del bianco · f1 alfiere del bianco | b7 cavallo del nero · b6 cavallo del nero · d5 pedone del nero · b4 re del nero · e4 pedone del nero · a1 torre del bianco · b1 cavallo del bianco · c1 alfiere del bianco · d1 donna del bianco · e1 re del bianco · f1 alfiere del bianco | b7 cavallo del nero · b6 cavallo del nero · d5 pedone del nero · b4 re del nero · e4 pedone del nero · a1 torre del bianco · b1 cavallo del bianco · c1 alfiere del bianco · d1 donna del bianco · e1 re del bianco · f1 alfiere del bianco | b7 cavallo del nero · b6 cavallo del nero · d5 pedone del nero · b4 re del nero · e4 pedone del nero · a1 torre del bianco · b1 cavallo del bianco · c1 alfiere del bianco · d1 donna del bianco · e1 re del bianco · f1 alfiere del bianco | b7 cavallo del nero · b6 cavallo del nero · d5 pedone del nero · b4 re del nero · e4 pedone del nero · a1 torre del bianco · b1 cavallo del bianco · c1 alfiere del bianco · d1 donna del bianco · e1 re del bianco · f1 alfiere del bianco | b7 cavallo del nero · b6 cavallo del nero · d5 pedone del nero · b4 re del nero · e4 pedone del nero · a1 torre del bianco · b1 cavallo del bianco · c1 alfiere del bianco · d1 donna del bianco · e1 re del bianco · f1 alfiere del bianco | b7 cavallo del nero · b6 cavallo del nero · d5 pedone del nero · b4 re del nero · e4 pedone del nero · a1 torre del bianco · b1 cavallo del bianco · c1 alfiere del bianco · d1 donna del bianco · e1 re del bianco · f1 alfiere del bianco | 5 |
| 4 | b7 cavallo del nero · b6 cavallo del nero · d5 pedone del nero · b4 re del nero · e4 pedone del nero · a1 torre del bianco · b1 cavallo del bianco · c1 alfiere del bianco · d1 donna del bianco · e1 re del bianco · f1 alfiere del bianco | b7 cavallo del nero · b6 cavallo del nero · d5 pedone del nero · b4 re del nero · e4 pedone del nero · a1 torre del bianco · b1 cavallo del bianco · c1 alfiere del bianco · d1 donna del bianco · e1 re del bianco · f1 alfiere del bianco | b7 cavallo del nero · b6 cavallo del nero · d5 pedone del nero · b4 re del nero · e4 pedone del nero · a1 torre del bianco · b1 cavallo del bianco · c1 alfiere del bianco · d1 donna del bianco · e1 re del bianco · f1 alfiere del bianco | b7 cavallo del nero · b6 cavallo del nero · d5 pedone del nero · b4 re del nero · e4 pedone del nero · a1 torre del bianco · b1 cavallo del bianco · c1 alfiere del bianco · d1 donna del bianco · e1 re del bianco · f1 alfiere del bianco | b7 cavallo del nero · b6 cavallo del nero · d5 pedone del nero · b4 re del nero · e4 pedone del nero · a1 torre del bianco · b1 cavallo del bianco · c1 alfiere del bianco · d1 donna del bianco · e1 re del bianco · f1 alfiere del bianco | b7 cavallo del nero · b6 cavallo del nero · d5 pedone del nero · b4 re del nero · e4 pedone del nero · a1 torre del bianco · b1 cavallo del bianco · c1 alfiere del bianco · d1 donna del bianco · e1 re del bianco · f1 alfiere del bianco | b7 cavallo del nero · b6 cavallo del nero · d5 pedone del nero · b4 re del nero · e4 pedone del nero · a1 torre del bianco · b1 cavallo del bianco · c1 alfiere del bianco · d1 donna del bianco · e1 re del bianco · f1 alfiere del bianco | b7 cavallo del nero · b6 cavallo del nero · d5 pedone del nero · b4 re del nero · e4 pedone del nero · a1 torre del bianco · b1 cavallo del bianco · c1 alfiere del bianco · d1 donna del bianco · e1 re del bianco · f1 alfiere del bianco | 4 |
| 3 | b7 cavallo del nero · b6 cavallo del nero · d5 pedone del nero · b4 re del nero · e4 pedone del nero · a1 torre del bianco · b1 cavallo del bianco · c1 alfiere del bianco · d1 donna del bianco · e1 re del bianco · f1 alfiere del bianco | b7 cavallo del nero · b6 cavallo del nero · d5 pedone del nero · b4 re del nero · e4 pedone del nero · a1 torre del bianco · b1 cavallo del bianco · c1 alfiere del bianco · d1 donna del bianco · e1 re del bianco · f1 alfiere del bianco | b7 cavallo del nero · b6 cavallo del nero · d5 pedone del nero · b4 re del nero · e4 pedone del nero · a1 torre del bianco · b1 cavallo del bianco · c1 alfiere del bianco · d1 donna del bianco · e1 re del bianco · f1 alfiere del bianco | b7 cavallo del nero · b6 cavallo del nero · d5 pedone del nero · b4 re del nero · e4 pedone del nero · a1 torre del bianco · b1 cavallo del bianco · c1 alfiere del bianco · d1 donna del bianco · e1 re del bianco · f1 alfiere del bianco | b7 cavallo del nero · b6 cavallo del nero · d5 pedone del nero · b4 re del nero · e4 pedone del nero · a1 torre del bianco · b1 cavallo del bianco · c1 alfiere del bianco · d1 donna del bianco · e1 re del bianco · f1 alfiere del bianco | b7 cavallo del nero · b6 cavallo del nero · d5 pedone del nero · b4 re del nero · e4 pedone del nero · a1 torre del bianco · b1 cavallo del bianco · c1 alfiere del bianco · d1 donna del bianco · e1 re del bianco · f1 alfiere del bianco | b7 cavallo del nero · b6 cavallo del nero · d5 pedone del nero · b4 re del nero · e4 pedone del nero · a1 torre del bianco · b1 cavallo del bianco · c1 alfiere del bianco · d1 donna del bianco · e1 re del bianco · f1 alfiere del bianco | b7 cavallo del nero · b6 cavallo del nero · d5 pedone del nero · b4 re del nero · e4 pedone del nero · a1 torre del bianco · b1 cavallo del bianco · c1 alfiere del bianco · d1 donna del bianco · e1 re del bianco · f1 alfiere del bianco | 3 |
| 2 | b7 cavallo del nero · b6 cavallo del nero · d5 pedone del nero · b4 re del nero · e4 pedone del nero · a1 torre del bianco · b1 cavallo del bianco · c1 alfiere del bianco · d1 donna del bianco · e1 re del bianco · f1 alfiere del bianco | b7 cavallo del nero · b6 cavallo del nero · d5 pedone del nero · b4 re del nero · e4 pedone del nero · a1 torre del bianco · b1 cavallo del bianco · c1 alfiere del bianco · d1 donna del bianco · e1 re del bianco · f1 alfiere del bianco | b7 cavallo del nero · b6 cavallo del nero · d5 pedone del nero · b4 re del nero · e4 pedone del nero · a1 torre del bianco · b1 cavallo del bianco · c1 alfiere del bianco · d1 donna del bianco · e1 re del bianco · f1 alfiere del bianco | b7 cavallo del nero · b6 cavallo del nero · d5 pedone del nero · b4 re del nero · e4 pedone del nero · a1 torre del bianco · b1 cavallo del bianco · c1 alfiere del bianco · d1 donna del bianco · e1 re del bianco · f1 alfiere del bianco | b7 cavallo del nero · b6 cavallo del nero · d5 pedone del nero · b4 re del nero · e4 pedone del nero · a1 torre del bianco · b1 cavallo del bianco · c1 alfiere del bianco · d1 donna del bianco · e1 re del bianco · f1 alfiere del bianco | b7 cavallo del nero · b6 cavallo del nero · d5 pedone del nero · b4 re del nero · e4 pedone del nero · a1 torre del bianco · b1 cavallo del bianco · c1 alfiere del bianco · d1 donna del bianco · e1 re del bianco · f1 alfiere del bianco | b7 cavallo del nero · b6 cavallo del nero · d5 pedone del nero · b4 re del nero · e4 pedone del nero · a1 torre del bianco · b1 cavallo del bianco · c1 alfiere del bianco · d1 donna del bianco · e1 re del bianco · f1 alfiere del bianco | b7 cavallo del nero · b6 cavallo del nero · d5 pedone del nero · b4 re del nero · e4 pedone del nero · a1 torre del bianco · b1 cavallo del bianco · c1 alfiere del bianco · d1 donna del bianco · e1 re del bianco · f1 alfiere del bianco | 2 |
| 1 | b7 cavallo del nero · b6 cavallo del nero · d5 pedone del nero · b4 re del nero · e4 pedone del nero · a1 torre del bianco · b1 cavallo del bianco · c1 alfiere del bianco · d1 donna del bianco · e1 re del bianco · f1 alfiere del bianco | b7 cavallo del nero · b6 cavallo del nero · d5 pedone del nero · b4 re del nero · e4 pedone del nero · a1 torre del bianco · b1 cavallo del bianco · c1 alfiere del bianco · d1 donna del bianco · e1 re del bianco · f1 alfiere del bianco | b7 cavallo del nero · b6 cavallo del nero · d5 pedone del nero · b4 re del nero · e4 pedone del nero · a1 torre del bianco · b1 cavallo del bianco · c1 alfiere del bianco · d1 donna del bianco · e1 re del bianco · f1 alfiere del bianco | b7 cavallo del nero · b6 cavallo del nero · d5 pedone del nero · b4 re del nero · e4 pedone del nero · a1 torre del bianco · b1 cavallo del bianco · c1 alfiere del bianco · d1 donna del bianco · e1 re del bianco · f1 alfiere del bianco | b7 cavallo del nero · b6 cavallo del nero · d5 pedone del nero · b4 re del nero · e4 pedone del nero · a1 torre del bianco · b1 cavallo del bianco · c1 alfiere del bianco · d1 donna del bianco · e1 re del bianco · f1 alfiere del bianco | b7 cavallo del nero · b6 cavallo del nero · d5 pedone del nero · b4 re del nero · e4 pedone del nero · a1 torre del bianco · b1 cavallo del bianco · c1 alfiere del bianco · d1 donna del bianco · e1 re del bianco · f1 alfiere del bianco | b7 cavallo del nero · b6 cavallo del nero · d5 pedone del nero · b4 re del nero · e4 pedone del nero · a1 torre del bianco · b1 cavallo del bianco · c1 alfiere del bianco · d1 donna del bianco · e1 re del bianco · f1 alfiere del bianco | b7 cavallo del nero · b6 cavallo del nero · d5 pedone del nero · b4 re del nero · e4 pedone del nero · a1 torre del bianco · b1 cavallo del bianco · c1 alfiere del bianco · d1 donna del bianco · e1 re del bianco · f1 alfiere del bianco | 1 |
|   | a | b | c | d | e | f | g | h |   |

|   | a | b | c | d | e | f | g | h |   |
| 8 | e8 cavallo del nero · g8 alfiere del nero · h8 re del bianco · b6 alfiere del bianco · a5 pedone del nero · f5 pedone del nero · d3 re del nero · a2 pedone del nero · b2 torre del bianco · c2 pedone del nero · d2 cavallo del bianco · g2 donna del bianco · a1 torre del nero · h1 cavallo del nero | e8 cavallo del nero · g8 alfiere del nero · h8 re del bianco · b6 alfiere del bianco · a5 pedone del nero · f5 pedone del nero · d3 re del nero · a2 pedone del nero · b2 torre del bianco · c2 pedone del nero · d2 cavallo del bianco · g2 donna del bianco · a1 torre del nero · h1 cavallo del nero | e8 cavallo del nero · g8 alfiere del nero · h8 re del bianco · b6 alfiere del bianco · a5 pedone del nero · f5 pedone del nero · d3 re del nero · a2 pedone del nero · b2 torre del bianco · c2 pedone del nero · d2 cavallo del bianco · g2 donna del bianco · a1 torre del nero · h1 cavallo del nero | e8 cavallo del nero · g8 alfiere del nero · h8 re del bianco · b6 alfiere del bianco · a5 pedone del nero · f5 pedone del nero · d3 re del nero · a2 pedone del nero · b2 torre del bianco · c2 pedone del nero · d2 cavallo del bianco · g2 donna del bianco · a1 torre del nero · h1 cavallo del nero | e8 cavallo del nero · g8 alfiere del nero · h8 re del bianco · b6 alfiere del bianco · a5 pedone del nero · f5 pedone del nero · d3 re del nero · a2 pedone del nero · b2 torre del bianco · c2 pedone del nero · d2 cavallo del bianco · g2 donna del bianco · a1 torre del nero · h1 cavallo del nero | e8 cavallo del nero · g8 alfiere del nero · h8 re del bianco · b6 alfiere del bianco · a5 pedone del nero · f5 pedone del nero · d3 re del nero · a2 pedone del nero · b2 torre del bianco · c2 pedone del nero · d2 cavallo del bianco · g2 donna del bianco · a1 torre del nero · h1 cavallo del nero | e8 cavallo del nero · g8 alfiere del nero · h8 re del bianco · b6 alfiere del bianco · a5 pedone del nero · f5 pedone del nero · d3 re del nero · a2 pedone del nero · b2 torre del bianco · c2 pedone del nero · d2 cavallo del bianco · g2 donna del bianco · a1 torre del nero · h1 cavallo del nero | e8 cavallo del nero · g8 alfiere del nero · h8 re del bianco · b6 alfiere del bianco · a5 pedone del nero · f5 pedone del nero · d3 re del nero · a2 pedone del nero · b2 torre del bianco · c2 pedone del nero · d2 cavallo del bianco · g2 donna del bianco · a1 torre del nero · h1 cavallo del nero | 8 |
| 7 | e8 cavallo del nero · g8 alfiere del nero · h8 re del bianco · b6 alfiere del bianco · a5 pedone del nero · f5 pedone del nero · d3 re del nero · a2 pedone del nero · b2 torre del bianco · c2 pedone del nero · d2 cavallo del bianco · g2 donna del bianco · a1 torre del nero · h1 cavallo del nero | e8 cavallo del nero · g8 alfiere del nero · h8 re del bianco · b6 alfiere del bianco · a5 pedone del nero · f5 pedone del nero · d3 re del nero · a2 pedone del nero · b2 torre del bianco · c2 pedone del nero · d2 cavallo del bianco · g2 donna del bianco · a1 torre del nero · h1 cavallo del nero | e8 cavallo del nero · g8 alfiere del nero · h8 re del bianco · b6 alfiere del bianco · a5 pedone del nero · f5 pedone del nero · d3 re del nero · a2 pedone del nero · b2 torre del bianco · c2 pedone del nero · d2 cavallo del bianco · g2 donna del bianco · a1 torre del nero · h1 cavallo del nero | e8 cavallo del nero · g8 alfiere del nero · h8 re del bianco · b6 alfiere del bianco · a5 pedone del nero · f5 pedone del nero · d3 re del nero · a2 pedone del nero · b2 torre del bianco · c2 pedone del nero · d2 cavallo del bianco · g2 donna del bianco · a1 torre del nero · h1 cavallo del nero | e8 cavallo del nero · g8 alfiere del nero · h8 re del bianco · b6 alfiere del bianco · a5 pedone del nero · f5 pedone del nero · d3 re del nero · a2 pedone del nero · b2 torre del bianco · c2 pedone del nero · d2 cavallo del bianco · g2 donna del bianco · a1 torre del nero · h1 cavallo del nero | e8 cavallo del nero · g8 alfiere del nero · h8 re del bianco · b6 alfiere del bianco · a5 pedone del nero · f5 pedone del nero · d3 re del nero · a2 pedone del nero · b2 torre del bianco · c2 pedone del nero · d2 cavallo del bianco · g2 donna del bianco · a1 torre del nero · h1 cavallo del nero | e8 cavallo del nero · g8 alfiere del nero · h8 re del bianco · b6 alfiere del bianco · a5 pedone del nero · f5 pedone del nero · d3 re del nero · a2 pedone del nero · b2 torre del bianco · c2 pedone del nero · d2 cavallo del bianco · g2 donna del bianco · a1 torre del nero · h1 cavallo del nero | e8 cavallo del nero · g8 alfiere del nero · h8 re del bianco · b6 alfiere del bianco · a5 pedone del nero · f5 pedone del nero · d3 re del nero · a2 pedone del nero · b2 torre del bianco · c2 pedone del nero · d2 cavallo del bianco · g2 donna del bianco · a1 torre del nero · h1 cavallo del nero | 7 |
| 6 | e8 cavallo del nero · g8 alfiere del nero · h8 re del bianco · b6 alfiere del bianco · a5 pedone del nero · f5 pedone del nero · d3 re del nero · a2 pedone del nero · b2 torre del bianco · c2 pedone del nero · d2 cavallo del bianco · g2 donna del bianco · a1 torre del nero · h1 cavallo del nero | e8 cavallo del nero · g8 alfiere del nero · h8 re del bianco · b6 alfiere del bianco · a5 pedone del nero · f5 pedone del nero · d3 re del nero · a2 pedone del nero · b2 torre del bianco · c2 pedone del nero · d2 cavallo del bianco · g2 donna del bianco · a1 torre del nero · h1 cavallo del nero | e8 cavallo del nero · g8 alfiere del nero · h8 re del bianco · b6 alfiere del bianco · a5 pedone del nero · f5 pedone del nero · d3 re del nero · a2 pedone del nero · b2 torre del bianco · c2 pedone del nero · d2 cavallo del bianco · g2 donna del bianco · a1 torre del nero · h1 cavallo del nero | e8 cavallo del nero · g8 alfiere del nero · h8 re del bianco · b6 alfiere del bianco · a5 pedone del nero · f5 pedone del nero · d3 re del nero · a2 pedone del nero · b2 torre del bianco · c2 pedone del nero · d2 cavallo del bianco · g2 donna del bianco · a1 torre del nero · h1 cavallo del nero | e8 cavallo del nero · g8 alfiere del nero · h8 re del bianco · b6 alfiere del bianco · a5 pedone del nero · f5 pedone del nero · d3 re del nero · a2 pedone del nero · b2 torre del bianco · c2 pedone del nero · d2 cavallo del bianco · g2 donna del bianco · a1 torre del nero · h1 cavallo del nero | e8 cavallo del nero · g8 alfiere del nero · h8 re del bianco · b6 alfiere del bianco · a5 pedone del nero · f5 pedone del nero · d3 re del nero · a2 pedone del nero · b2 torre del bianco · c2 pedone del nero · d2 cavallo del bianco · g2 donna del bianco · a1 torre del nero · h1 cavallo del nero | e8 cavallo del nero · g8 alfiere del nero · h8 re del bianco · b6 alfiere del bianco · a5 pedone del nero · f5 pedone del nero · d3 re del nero · a2 pedone del nero · b2 torre del bianco · c2 pedone del nero · d2 cavallo del bianco · g2 donna del bianco · a1 torre del nero · h1 cavallo del nero | e8 cavallo del nero · g8 alfiere del nero · h8 re del bianco · b6 alfiere del bianco · a5 pedone del nero · f5 pedone del nero · d3 re del nero · a2 pedone del nero · b2 torre del bianco · c2 pedone del nero · d2 cavallo del bianco · g2 donna del bianco · a1 torre del nero · h1 cavallo del nero | 6 |
| 5 | e8 cavallo del nero · g8 alfiere del nero · h8 re del bianco · b6 alfiere del bianco · a5 pedone del nero · f5 pedone del nero · d3 re del nero · a2 pedone del nero · b2 torre del bianco · c2 pedone del nero · d2 cavallo del bianco · g2 donna del bianco · a1 torre del nero · h1 cavallo del nero | e8 cavallo del nero · g8 alfiere del nero · h8 re del bianco · b6 alfiere del bianco · a5 pedone del nero · f5 pedone del nero · d3 re del nero · a2 pedone del nero · b2 torre del bianco · c2 pedone del nero · d2 cavallo del bianco · g2 donna del bianco · a1 torre del nero · h1 cavallo del nero | e8 cavallo del nero · g8 alfiere del nero · h8 re del bianco · b6 alfiere del bianco · a5 pedone del nero · f5 pedone del nero · d3 re del nero · a2 pedone del nero · b2 torre del bianco · c2 pedone del nero · d2 cavallo del bianco · g2 donna del bianco · a1 torre del nero · h1 cavallo del nero | e8 cavallo del nero · g8 alfiere del nero · h8 re del bianco · b6 alfiere del bianco · a5 pedone del nero · f5 pedone del nero · d3 re del nero · a2 pedone del nero · b2 torre del bianco · c2 pedone del nero · d2 cavallo del bianco · g2 donna del bianco · a1 torre del nero · h1 cavallo del nero | e8 cavallo del nero · g8 alfiere del nero · h8 re del bianco · b6 alfiere del bianco · a5 pedone del nero · f5 pedone del nero · d3 re del nero · a2 pedone del nero · b2 torre del bianco · c2 pedone del nero · d2 cavallo del bianco · g2 donna del bianco · a1 torre del nero · h1 cavallo del nero | e8 cavallo del nero · g8 alfiere del nero · h8 re del bianco · b6 alfiere del bianco · a5 pedone del nero · f5 pedone del nero · d3 re del nero · a2 pedone del nero · b2 torre del bianco · c2 pedone del nero · d2 cavallo del bianco · g2 donna del bianco · a1 torre del nero · h1 cavallo del nero | e8 cavallo del nero · g8 alfiere del nero · h8 re del bianco · b6 alfiere del bianco · a5 pedone del nero · f5 pedone del nero · d3 re del nero · a2 pedone del nero · b2 torre del bianco · c2 pedone del nero · d2 cavallo del bianco · g2 donna del bianco · a1 torre del nero · h1 cavallo del nero | e8 cavallo del nero · g8 alfiere del nero · h8 re del bianco · b6 alfiere del bianco · a5 pedone del nero · f5 pedone del nero · d3 re del nero · a2 pedone del nero · b2 torre del bianco · c2 pedone del nero · d2 cavallo del bianco · g2 donna del bianco · a1 torre del nero · h1 cavallo del nero | 5 |
| 4 | e8 cavallo del nero · g8 alfiere del nero · h8 re del bianco · b6 alfiere del bianco · a5 pedone del nero · f5 pedone del nero · d3 re del nero · a2 pedone del nero · b2 torre del bianco · c2 pedone del nero · d2 cavallo del bianco · g2 donna del bianco · a1 torre del nero · h1 cavallo del nero | e8 cavallo del nero · g8 alfiere del nero · h8 re del bianco · b6 alfiere del bianco · a5 pedone del nero · f5 pedone del nero · d3 re del nero · a2 pedone del nero · b2 torre del bianco · c2 pedone del nero · d2 cavallo del bianco · g2 donna del bianco · a1 torre del nero · h1 cavallo del nero | e8 cavallo del nero · g8 alfiere del nero · h8 re del bianco · b6 alfiere del bianco · a5 pedone del nero · f5 pedone del nero · d3 re del nero · a2 pedone del nero · b2 torre del bianco · c2 pedone del nero · d2 cavallo del bianco · g2 donna del bianco · a1 torre del nero · h1 cavallo del nero | e8 cavallo del nero · g8 alfiere del nero · h8 re del bianco · b6 alfiere del bianco · a5 pedone del nero · f5 pedone del nero · d3 re del nero · a2 pedone del nero · b2 torre del bianco · c2 pedone del nero · d2 cavallo del bianco · g2 donna del bianco · a1 torre del nero · h1 cavallo del nero | e8 cavallo del nero · g8 alfiere del nero · h8 re del bianco · b6 alfiere del bianco · a5 pedone del nero · f5 pedone del nero · d3 re del nero · a2 pedone del nero · b2 torre del bianco · c2 pedone del nero · d2 cavallo del bianco · g2 donna del bianco · a1 torre del nero · h1 cavallo del nero | e8 cavallo del nero · g8 alfiere del nero · h8 re del bianco · b6 alfiere del bianco · a5 pedone del nero · f5 pedone del nero · d3 re del nero · a2 pedone del nero · b2 torre del bianco · c2 pedone del nero · d2 cavallo del bianco · g2 donna del bianco · a1 torre del nero · h1 cavallo del nero | e8 cavallo del nero · g8 alfiere del nero · h8 re del bianco · b6 alfiere del bianco · a5 pedone del nero · f5 pedone del nero · d3 re del nero · a2 pedone del nero · b2 torre del bianco · c2 pedone del nero · d2 cavallo del bianco · g2 donna del bianco · a1 torre del nero · h1 cavallo del nero | e8 cavallo del nero · g8 alfiere del nero · h8 re del bianco · b6 alfiere del bianco · a5 pedone del nero · f5 pedone del nero · d3 re del nero · a2 pedone del nero · b2 torre del bianco · c2 pedone del nero · d2 cavallo del bianco · g2 donna del bianco · a1 torre del nero · h1 cavallo del nero | 4 |
| 3 | e8 cavallo del nero · g8 alfiere del nero · h8 re del bianco · b6 alfiere del bianco · a5 pedone del nero · f5 pedone del nero · d3 re del nero · a2 pedone del nero · b2 torre del bianco · c2 pedone del nero · d2 cavallo del bianco · g2 donna del bianco · a1 torre del nero · h1 cavallo del nero | e8 cavallo del nero · g8 alfiere del nero · h8 re del bianco · b6 alfiere del bianco · a5 pedone del nero · f5 pedone del nero · d3 re del nero · a2 pedone del nero · b2 torre del bianco · c2 pedone del nero · d2 cavallo del bianco · g2 donna del bianco · a1 torre del nero · h1 cavallo del nero | e8 cavallo del nero · g8 alfiere del nero · h8 re del bianco · b6 alfiere del bianco · a5 pedone del nero · f5 pedone del nero · d3 re del nero · a2 pedone del nero · b2 torre del bianco · c2 pedone del nero · d2 cavallo del bianco · g2 donna del bianco · a1 torre del nero · h1 cavallo del nero | e8 cavallo del nero · g8 alfiere del nero · h8 re del bianco · b6 alfiere del bianco · a5 pedone del nero · f5 pedone del nero · d3 re del nero · a2 pedone del nero · b2 torre del bianco · c2 pedone del nero · d2 cavallo del bianco · g2 donna del bianco · a1 torre del nero · h1 cavallo del nero | e8 cavallo del nero · g8 alfiere del nero · h8 re del bianco · b6 alfiere del bianco · a5 pedone del nero · f5 pedone del nero · d3 re del nero · a2 pedone del nero · b2 torre del bianco · c2 pedone del nero · d2 cavallo del bianco · g2 donna del bianco · a1 torre del nero · h1 cavallo del nero | e8 cavallo del nero · g8 alfiere del nero · h8 re del bianco · b6 alfiere del bianco · a5 pedone del nero · f5 pedone del nero · d3 re del nero · a2 pedone del nero · b2 torre del bianco · c2 pedone del nero · d2 cavallo del bianco · g2 donna del bianco · a1 torre del nero · h1 cavallo del nero | e8 cavallo del nero · g8 alfiere del nero · h8 re del bianco · b6 alfiere del bianco · a5 pedone del nero · f5 pedone del nero · d3 re del nero · a2 pedone del nero · b2 torre del bianco · c2 pedone del nero · d2 cavallo del bianco · g2 donna del bianco · a1 torre del nero · h1 cavallo del nero | e8 cavallo del nero · g8 alfiere del nero · h8 re del bianco · b6 alfiere del bianco · a5 pedone del nero · f5 pedone del nero · d3 re del nero · a2 pedone del nero · b2 torre del bianco · c2 pedone del nero · d2 cavallo del bianco · g2 donna del bianco · a1 torre del nero · h1 cavallo del nero | 3 |
| 2 | e8 cavallo del nero · g8 alfiere del nero · h8 re del bianco · b6 alfiere del bianco · a5 pedone del nero · f5 pedone del nero · d3 re del nero · a2 pedone del nero · b2 torre del bianco · c2 pedone del nero · d2 cavallo del bianco · g2 donna del bianco · a1 torre del nero · h1 cavallo del nero | e8 cavallo del nero · g8 alfiere del nero · h8 re del bianco · b6 alfiere del bianco · a5 pedone del nero · f5 pedone del nero · d3 re del nero · a2 pedone del nero · b2 torre del bianco · c2 pedone del nero · d2 cavallo del bianco · g2 donna del bianco · a1 torre del nero · h1 cavallo del nero | e8 cavallo del nero · g8 alfiere del nero · h8 re del bianco · b6 alfiere del bianco · a5 pedone del nero · f5 pedone del nero · d3 re del nero · a2 pedone del nero · b2 torre del bianco · c2 pedone del nero · d2 cavallo del bianco · g2 donna del bianco · a1 torre del nero · h1 cavallo del nero | e8 cavallo del nero · g8 alfiere del nero · h8 re del bianco · b6 alfiere del bianco · a5 pedone del nero · f5 pedone del nero · d3 re del nero · a2 pedone del nero · b2 torre del bianco · c2 pedone del nero · d2 cavallo del bianco · g2 donna del bianco · a1 torre del nero · h1 cavallo del nero | e8 cavallo del nero · g8 alfiere del nero · h8 re del bianco · b6 alfiere del bianco · a5 pedone del nero · f5 pedone del nero · d3 re del nero · a2 pedone del nero · b2 torre del bianco · c2 pedone del nero · d2 cavallo del bianco · g2 donna del bianco · a1 torre del nero · h1 cavallo del nero | e8 cavallo del nero · g8 alfiere del nero · h8 re del bianco · b6 alfiere del bianco · a5 pedone del nero · f5 pedone del nero · d3 re del nero · a2 pedone del nero · b2 torre del bianco · c2 pedone del nero · d2 cavallo del bianco · g2 donna del bianco · a1 torre del nero · h1 cavallo del nero | e8 cavallo del nero · g8 alfiere del nero · h8 re del bianco · b6 alfiere del bianco · a5 pedone del nero · f5 pedone del nero · d3 re del nero · a2 pedone del nero · b2 torre del bianco · c2 pedone del nero · d2 cavallo del bianco · g2 donna del bianco · a1 torre del nero · h1 cavallo del nero | e8 cavallo del nero · g8 alfiere del nero · h8 re del bianco · b6 alfiere del bianco · a5 pedone del nero · f5 pedone del nero · d3 re del nero · a2 pedone del nero · b2 torre del bianco · c2 pedone del nero · d2 cavallo del bianco · g2 donna del bianco · a1 torre del nero · h1 cavallo del nero | 2 |
| 1 | e8 cavallo del nero · g8 alfiere del nero · h8 re del bianco · b6 alfiere del bianco · a5 pedone del nero · f5 pedone del nero · d3 re del nero · a2 pedone del nero · b2 torre del bianco · c2 pedone del nero · d2 cavallo del bianco · g2 donna del bianco · a1 torre del nero · h1 cavallo del nero | e8 cavallo del nero · g8 alfiere del nero · h8 re del bianco · b6 alfiere del bianco · a5 pedone del nero · f5 pedone del nero · d3 re del nero · a2 pedone del nero · b2 torre del bianco · c2 pedone del nero · d2 cavallo del bianco · g2 donna del bianco · a1 torre del nero · h1 cavallo del nero | e8 cavallo del nero · g8 alfiere del nero · h8 re del bianco · b6 alfiere del bianco · a5 pedone del nero · f5 pedone del nero · d3 re del nero · a2 pedone del nero · b2 torre del bianco · c2 pedone del nero · d2 cavallo del bianco · g2 donna del bianco · a1 torre del nero · h1 cavallo del nero | e8 cavallo del nero · g8 alfiere del nero · h8 re del bianco · b6 alfiere del bianco · a5 pedone del nero · f5 pedone del nero · d3 re del nero · a2 pedone del nero · b2 torre del bianco · c2 pedone del nero · d2 cavallo del bianco · g2 donna del bianco · a1 torre del nero · h1 cavallo del nero | e8 cavallo del nero · g8 alfiere del nero · h8 re del bianco · b6 alfiere del bianco · a5 pedone del nero · f5 pedone del nero · d3 re del nero · a2 pedone del nero · b2 torre del bianco · c2 pedone del nero · d2 cavallo del bianco · g2 donna del bianco · a1 torre del nero · h1 cavallo del nero | e8 cavallo del nero · g8 alfiere del nero · h8 re del bianco · b6 alfiere del bianco · a5 pedone del nero · f5 pedone del nero · d3 re del nero · a2 pedone del nero · b2 torre del bianco · c2 pedone del nero · d2 cavallo del bianco · g2 donna del bianco · a1 torre del nero · h1 cavallo del nero | e8 cavallo del nero · g8 alfiere del nero · h8 re del bianco · b6 alfiere del bianco · a5 pedone del nero · f5 pedone del nero · d3 re del nero · a2 pedone del nero · b2 torre del bianco · c2 pedone del nero · d2 cavallo del bianco · g2 donna del bianco · a1 torre del nero · h1 cavallo del nero | e8 cavallo del nero · g8 alfiere del nero · h8 re del bianco · b6 alfiere del bianco · a5 pedone del nero · f5 pedone del nero · d3 re del nero · a2 pedone del nero · b2 torre del bianco · c2 pedone del nero · d2 cavallo del bianco · g2 donna del bianco · a1 torre del nero · h1 cavallo del nero | 1 |
|   | a | b | c | d | e | f | g | h |   |

Soluzione:
1. Cc4!  (minaccia 2. Dxc2#)

1. …Tc1/Cf2 2. Df3+ Rxc4 3. Db3#

1. …c1=D  2. Tb3+! Dc3+ 3. Ce5#

1. ...c1=T  2. Ce5+ Rc3 3. Dd2#